# Híres székelyudvarhelyiek listája
Ez a lista a híres székelyudvarhelyieket sorolja fel.

## Itt születtek
- Siménfalvi Székely Mózes, erdélyi fejedelem, született 1553 körül, meghalt 1603. július 17-én, a Brassó melletti csatában
- Lakatos István, pap, történetíró (született 1620 körül).
- Udvarhelyi Tölcséres Mihály, egyházi író (1737 körül)
- Sárosy Károly újságíró, elbeszélő (1867)
- Dobay László ornitológus 1873. július 16-án
- Homonnai Nándor fotográfus 1880. január 16-án
- Mály Gerő színész, született 1884. augusztus 1-jén
- Csanády György, a Székely himnusz szerzője (1895)
- Tomcsa Sándor, költő (1897)
- Soó Rezső, Kossuth-díjas magyar botanikus, egyetemi tanár (1903. augusztus 1.)
- Szemlér Ferenc, költő, műfordító (1906)
- Rajk László, kommunista politikus, (1909. március 8.), az MKP főtitkár-helyettese, belügyminiszter. Koncepciós per áldozata lett, 1949-ben
- Tittel Andor pedagógiai szakíró, tankönyvíró (1911. november 20.)
- Szabó Árpád fizikai-kémiai szakíró, atomkutató, gimnáziumi tanár és egyetemi professzor (1913. december 11.)
- Tamás Gáspár elbeszélő, újságíró (1914. november 10.)
- H. Balázs Éva, történész (1915–2006), a kora újkor nemzetközi hírű kutatója
- Szabó Margit Klára (1913) zenetanár, tankönyvíró
- Szilágyi Józsa Mária (1937) magyar nyelvész, nyelvészeti szakíró
- Méhes György (Nagy Elek), (1916), író, újságíró, színműíró
- Szabó Pál Endre (1920) jogász, jogi szakíró, egyetemi oktató
- Soó Attila vegyész, szakíró (1923. szeptember 23-án)
- Kováts Lajos ornitológus (1925. július 8-án)
- Nagy László református lelkész, egyházi író, lapszerkesztő (1926. március 28-án)
- Csiky András, színész (1930)
- Magyari Lajos (1942–2015) költő, újságíró, műfordító
- Balázs András költő, újságíró (1943–1978)
- Eötvös Péter (1944) zeneszerző és karmester, a kortárs zene világszerte elismert egyik legnagyobb alakja
- Dr. Vofkori László (1944–2008), tanár, földrajzi szakíró, szociogeográfus, tankönyvfordító
- Jodál Endre (1947-) informatikus, tudományos kutató, könyvszerkesztő
- Dr. Pávai István (1951) népzenekutató, habilitált egyetemi professzor, a Magyar Művészeti Akadémia levelező tagja
- Zólya László (1955-) geológus, geológiai szakíró, vállalkozó
- Ilyés Ferenc (1981), kézilabdázó
- Lakatos Mihály, író, költő, műfordító, főtanácsos az Oktatási és Kulturális Minisztériumban Budapesten
- Gál János (1894–1976) festőművész
- Verestóy Attila, politikus
- Botár Attila (1944-2019) költő, műfordító, író
- Demeter Szilárd, író, politikai elemző, a Magyar Nemzeti Múzeum főigazgatója

## A város művelődéstörténetének neves személyiségei
- Benedek Elek, író, a "nagy mesemondó"
- Lévai Lajos, író, tanár, "Székelyföld íródeákja"
- Tamási Áron, író
- Nyirő József, író
- Tompa László, költő
- Ravasz László, református püspök
- Szabó Dezső (író)
- Haáz Rezső, néprajzkutató
- György Dénes, szavalóművész
- Kovács István fotóművész
- Vámszer Géza, néprajzkutató
- Bene József, képzőművész
- Kányádi Sándor, költő
- Dávid Gyula, irodalomtörténész
- Gábor Dénes, művelődéstörténeti kutató, bibliográfus
- Nagy Ferenc, fizikai szakíró
- Luckhaub Gyula (1881–1944) gimnáziumi tanár

## A város neves kortárs személyiségei
- Bágyi Bencze Jakab, költő, újságíró
- Balla Árpád Zoltán,fotóművész
- Bálint Arthur, filmrendező
- Bálint Tamás, költő
- Barabás Blanka, újságíró
- Bencze Attila író, költő, szerkesztő
- Biró Gábor, festő, restaurátor
- Farkas Wellmann Endre, író, költő, irodalomkritikus, szerkesztő
- Farkas Wellmann Éva, költő
- Jánosi András, író
- Katona Ádám, újságíró
- Kolumbán Sándor, író
- Kosztolányi Katalin, rádiószerkesztő
- Kubanek László, képzőművész
- Kudelász Nóbel, író
- Lőrincz György, író
- Lőrincz József, költő, tanár
- Majla Sándor, költő
- Murányi János, zeneszerző, rádiószerkesztő
- Murányi János Mihály, tanár, szerkesztő
- Murányi Sándor Olivér, író
- Murányi Tóni, zeneszerző
- Oláh István, költő, újságíró
- Öllerer András, képzőművész, tanár
- Dr. Patkó Ferenc, biológus, tanár
- Pintér István, költő, újságíró
- Dr. Simon Károly, a kolozsvári Babeș–Bolyai Tudományegyetem adjunktusa, informatikai kutató
- Szabó Attila, rádiószerkesztő
- Dr. Szakács István Péter, író, irodalomtörténész, irodalomkritikus, tanár
- Szász Jenő, politikus
- Zsidó Ferenc, író, irodalomkritikus, szerkesztő

## A város művelődéstörténetéhez kötődő személyiségek
- Dr. Balázsi Csaba, kutató, egyetemi docens (Magyar Tudományos Akadémia, Pannon Egyetem)
- Dr. András Péter, informatikus, kutató, oktató (University of Newcastle)
- Dr. Bálint Zoltán, biofizikus, kutató (Medizinische Universität, Graz, Ausztria)
- Barabás Botond, színész, Szolnok
- Bréda Ferenc, író, költő, műfordító, tanár
- Dr. Finta Béla, matematikus, kutató, oktató (UPM, Marosvásárhely)
- Dr. Finta Zoltán (matematikus), matematikus, kutató, oktató (BBTE, Kolozsvár)
- Ilyés Ferenc, kézilabdázó
- Dr. Járai-Szabó Ferenc, fizikus kutató, adjunktus (BBTE)
- Karácsonyi Zsolt, költő, szerkesztő, műfordító, tanár
- Lőrincz Gyula, képzőművész, díszlettervező, Kolozsvár
- Márkos Tünde, képzőművész, fotóművész, Kolozsvár
- Nagy Koppány Zsolt, író
- Dr. Róth Ágoston, matematikus/informatikus, kutató, oktató (BBTE, Kolozsvár)
- Széfeddin Sefket bej, erdélyi magyar író és költő, Nyirő József barátja, a Kalotaszegi Madonna című nagy sikerű regény és film írója és forgatókönyvírója, az egyiptomi, török és libanoni filmművészet egyik kiemelkedő filmrendezője
- Szántai János, író, költő, irodalomkritikus, filmesztéta, Kolozsvár
- Toró Tibor (1931–2010) fizikus, az MTA tagja
- Zsigmond Éva, asztrobiológus, Houston, NASA
- Vári Csaba, költő, irodalomkritikus, újságíró